# Alexandra Grant
Pour les articles homonymes, voir Grant.
Alexandra Grant, née le 4 avril 1973, est une artiste visuelle américaine qui étudie le langage et les textes écrits à travers la peinture, le dessin, la sculpture, la vidéo et d'autres médias. Elle utilise le langage et les échanges avec les écrivains comme source pour une grande partie de son travail. Grant utilise le processus d'écriture et la théorie linguistique en analysant comment ils se connectent à l'art et créent des images visuelles. Elle habite à Los Angeles,.

## Biographie
Grant est née dans l'Ohio le 4 avril 1973. Son père était un professeur de géologie écossais qui avait déménagé à l'Oberlin College en Ohio en 1969. Sa mère, prénommée Marcia, était une professeure américaine de sciences politiques, une diplomate du service extérieur et une administratrice éducative basée en Afrique et au Moyen-Orient,,, et habite depuis la fin des années 2000 en Corrèze. Ses parents, qui ont tous deux vécu en Afrique, ont divorcé quand elle était jeune et elle a vécu avec sa mère, basée à Mexico. À Mexico, elle a fréquenté une école britannique composée d'étudiants multinationaux. À l'âge de 11 ans, Grant a fréquenté un internat, la Thomas Jefferson School (Missouri) (en), à St. Louis, dans le Missouri, pendant un an. Peu de temps après, elle s'installe avec sa mère à Paris, où elle poursuit ses études à l'École Internationale de Paris (en). Grâce à ces expériences dans divers pays en Europe et au Moyen-Orient, Grant est multilingue et parle anglais, espagnol et français,.
En 1995, Grant obtient un baccalauréat en histoire et en art du Swarthmore College. En 2000, Grant valide une maîtrise en dessin et en peinture du California College of the Arts de San Francisco.
Elle est la compagne de l'acteur Keanu Reeves depuis 2018.

## Carrière
En 2007, Grant a eu sa première exposition personnelle au Museum of Contemporary Art (MOCA) de Los Angeles, organisée par Alma Ruiz (en). Le catalogue de l'exposition présente les œuvres à grande échelle de Grant sur papier, un essai sur le travail de Grant par Ruiz ainsi qu'un essai de l'écrivaine et philosophe française Hélène Cixous, qui a inspiré Grant. En 2008, les œuvres de Grant ont rejoint l'exposition multi-artistes « From and About Place : Art from Los Angeles » présentée à Tel-Aviv.
Le travail de Grant a été décrit comme une « collaboration radicale », c'est-à-dire un travail réalisé en collaboration avec les écrits et la matière produites par d'autres écrivains et artistes. L'échange le plus long a eu lieu avec l'écrivain pionnier de la fiction hypertexte, Michael Joyce (en). Les peintures et sculptures basées sur les textes de Joyce (les utilisant comme partitions ou scripts à interpréter plutôt qu'à suivre) ont fait l'objet d'au moins trois séries : le « Ladder Quartet », présenté au MOCA en 2007. Les « Six Portals », présenté à la galerie Honor Fraser en 2008. Et « Bodies », présenté à la galerie Honor Fraser en 2010.
En 2008, elle participe au projet Watts House d'Edgar Arceneaux, un groupe à but non lucratif visant à rénover les maisons des Watts Towers, à Los Angeles. Chacun des propriétaires ayant accepté de participer au projet s'est vu confier une équipe composée d'un artiste et d'un architecte pour rénover leur maison. Le plan initial pour la « Love House » de Grant était de construire le logo de sa marque (LOVE) en grand au-dessus de la maison. Plusieurs années après le démarrage du projet aucune réalisation architecturale n'est réalisée sur les maisons. De plus, un différend entre l'IRS et le projet Watts House en général a empêché de sa concrétisation. Grant démissionne du conseil d'administration du projet Watts House mais elle continue de collecter des fonds afin d'achever la « Love House »,.
En 2013, Grant collabore à deux séries d'expositions avec Hélène Cixous, basées sur son livre, Philippines . L'exposition Forêt Intérieure/Interior Forest est présentée pour la première fois au 18th Street Arts Center de Santa Monica et aux Mains d'Œuvres de Saint-Ouen en France. Les participants accompagne Grant dans la création de dessins à grande échelle inspiré du roman de Hélène Cixous, qui abordaient de nombreux thèmes, notamment la télépathie chez Cixous ainsi que l'œuvre de Jacques Derrida et de Sigmund Freud. Grant et Cixous ont abordé leurs communications télépathiques en 2013 dans le cadre d'une conversation depuis Mains d'Œuvres vers Nottingham Contemporary en 2016. Le 18th Street Arts Center a publié un catalogue pour remercier les nombreux participants au projet Forêt Intérieure. Il comprend des photographies des deux expositions, des essais de Cixous, Grant, de la commissaire Pilar Tompkins Rivas, de Robert Nashak et une transcription de la conversation entre Grant et Cixous en 2013.
En 2013, Grant poursuit ce travail dans la série intitulée Century of the Self inspirée du documentaire éponyme, The Century of the Self, du documentariste de la BBC Adam Curtis. La première exposition « Drawn to Language » est présentée à l'USC Fisher Museum of Art (en) de l'USC en 2013. La série se poursuit par une exposition à la Lora Reynold's Gallery à Austin au Texas en 2014 ainsi qu'avec la participation de Grant à la Biennale de Venise 2015 dans une exposition intitulée We Must Risk Delight : 20 Artists from Los Angeles. L'exposition réalisée en duo avec Steve Roden au Pasadena Museum of California Art intitulée These Carnations Defy Language fait aussi partie de cette série.
En 2015, Grant expose une série de tableaux intitulés Antigone 3000, inspirés du mythe grec éponyme, et plus particulièrement d'une phrase de la pièce de Sophocle où Antigone confronte son oncle Créon – le roi – en énonçant : « Je suis née pour aimer, pas pour haïr. » Les œuvres d'Antigone 3000 sont exposées au Barnsdall Art Center, quand Grant remporte le prix City of Los Angeles Mid-Career Artist (COLA) en 2015. Elles sont ensuite présentées en 2017 au Los Angeles County Museum of Art (LACMA) dans le cadre de l'exposition LA, Exuberance: Recent Gifts by Artists.
En 2017, Grant écrit avec sa sœur, Florence Grant, le texte de Antigone is me, qui vise à s'emparer du mythe d'Antigone, issu de la Grèce antique, pour le rendre plus contemporain. L'exposition était un projet communautaire organisé à The Archer School for Girls (en) à Los Angeles.
Grant a cité RB Kitaj comme une influence.

### Enseignement
Grant travaille à plusieurs reprises comme professeure. De 2009 à 2011, elle est professeure adjointe à l'Art Center College of Design à Pasadena, en Californie. En 2010, Grant enseigne pour un séminaire de MFA à Cal State Northridge et, de 2013 à 2014, est mentor dans le programme de MFA à distance du Pacific Northwest College of Art. En 2015, Grant est mentor du programme MFA à l'université de Syracuse et donne un cours avec Isabelle Lutterodt à l'université Ashesi à Accra, au Ghana[réf. nécessaire].

### Film
En 2015, pendant sa résidence d'artiste au Bemis Center for Contemporary Arts (en) à Omaha, au Nebraska, Grant réalise un film documentaire intitulé Taking Lena Home. Il aborde le retour d'une pierre tombale volée dans la campagne du Nebraska.

### Livres
En 2009, Grant fait la connaissance de l'acteur Keanu Reeves lors d'un événement social. Cette rencontre a conduit à la rédaction du livre Ode to Happiness, publié par Gerhard Steidl (en) au début de 2011. C'est le premier livre d'artiste de Grant et le premier livre de Reeves en tant qu'écrivain,,.
En 2016, Grant et Reeves se sont réunis pour leur deuxième collaboration, Shadows, un livre et une suite de photographies imprimés par Steidl en Allemagne. Les photographies sont exposées à la galerie ACME à Los Angeles et à la galerie Ochi à Sun Valley, dans l'Etat de l'Idaho. À l'occasion de la sortie du livre, Grant collabore avec l'artiste Alia Raza pour le magazine Issue qui présentait la mode et les ombres.

### X Artists' Books
En 2017, Grant, aux côtés de la designer Jessica Fleischmann et de Keanu Reeves, crée une société d'édition appelée X Artists Books, parfois abrégée XAB,. En novembre 2019, Grant et Reeves apparaissent en couple sur le tapis rouge du gala LACMA Art + Film, provoquant une couverture médiatique de leur relation amoureuse. L'amie de Grant, Jennifer Tilly, déclare qu'ils sont en couple depuis plusieurs années,,. Grant et Reeves avaient déjà été photographiés ensemble en Suisse lors du gala de l'ONUSIDA en juin 2016, et à plusieurs autres reprises par la suite.

## Prix et distinctions sélectionnés
- 2011 :  California Community Foundation, bourse pour les artistes visuels, bourse FVA – Bourse d'artiste à mi-carrière[37].
- 2013 : 18th Street Arts Center (Santa Monica, Californie), résidence[38].
- 2015 : Bemis Center for Contemporary Arts (en) (Omaha, NE), résidence[39].
- 2015 : Département des affaires culturelles de la ville de Los Angeles (en), COLA 2015, bourse d'artistes individuels[40].
- 2018 : SOMA (Mexico, Mexique), résidence[41].
- 2019 : Vermont Studio Center (en) (Johnson, VT), artiste invité[42].

## Expositions sélectionnées

### Expositions personnelles sélectionnées
- 2013 : Forêt Intérieure, 18th Street Arts Center à Santa Monica, en Californie et Mains d'Œuvres à Saint-Ouen, en France[43],[44].
- 2016 : gost town, 20e Biennale d'Art Paiz à Guatemala, au Guatemala, en collaboration avec la poète Vania Vargas sur un projet de dessin participatif à grande échelle.
- 2017 : Antigone, is you, is me, Eastern Star Gallery, The Archer School for Girls (en) à Los Angeles, en Californie)[23].
- 2019 : Born to love, Lowell Ryan Projects à Los Angeles, en Californie[45],[46].

### Expositions collectives sélectionnées
- 2012 : Postscript: Writing After Conceptual Art, Museum of Contemporary Art Denver (en) à Denver, au Colorado[47].
- 2012 : Drawing Surrealism, Musée d'art du comté de Los Angeles en Californie[48].
- 2013 : Drawn to Language, œuvre intitulée Century of the Self, USC Fisher Museum of Art (en) à Los Angeles, en Californie[49].
- 2014 : Postscript : Writing After Conceptual Art, MSU Broad Museum de la Michigan State University à East Lansing, au Michigan[50].
- 2015 : These Carnations Defy Language d'Alexandra Grant et Steve Roden, Pasadena Museum of California Art (en) à Pasadena, en Californie[51].
- 2024 : Itinéraires Fantômes, Capc, à Bordeaux[52].

## Publications sélectionnées
- Alexandra Grant et Alma (organized by) Ruiz, MOCA Focus: Alexandra Grant, Los Angeles, Museum of Contemporary Art, 2007 (ISBN 9781933751016, OCLC 124037888) – Catalog of an exhibition held at the Museum of Contemporary Art, Los Angeles, Apr. 26-Aug. 13, 2007.
- Keanu Reeves, Janey Bergam et Gerhard Steidl (ill. Alexandra Grant), Ode to Happiness, Göttingen, Steidl Publishers, 2011 (ISBN 9783869302096, OCLC 756797130).
- Keanu Reeves (photogr. Alexandra Grant), Shadows: A Collaborative Project by Alexandra Grant and Keanu Reeves, Göttingen, Steidl Publishers, 2014 (ISBN 9783869308272, OCLC 965117169).
- Alexandra Grant, Grasshoppers, Osceola, NE, Polk County Historical Society, 2014.
- (en + fr) Hélène Cixous, Alexandra Grant, Robert (essay by) Nashak, Pilar Tompkins (essay by) Rivas et Whitelegg, Forêt intérieure = Interior forest: A participatory art project by Alexandra Grant in collaboration with Hélène Cixous, Santa Monica, CA & Saint-Ouen, France, 18th Street Arts Center & Mains d'Oeuvres, 2016, exhibition catalog (ISBN 9780990811916, OCLC 1005899837, lire en ligne [archive du 5 novembre 2019]) – Exhibition at 18th Street Arts Center, Santa Monica, April 15-June 28, 2013, and at Mains d’Œuvres, Saint-Ouen, France, August 24-October 27, 2013[43].
- Alexandra Grant et Eve (images by) Wood, The Artists' Prison, South Pasadena, X Artists' Books, 2017 (ISBN 9780998861616, OCLC 1057672451).

## Œuvres choisies
- 2004 : she taking her space (d'après he taking the space of de Michael Joyce), Museum of Contemporary Art (MOCA) à Los Angeles, en Californie[53].
- 2007 : Wallpaper (la escalera al cielo), Musée d'art contemporain (MOCA) à Los Angeles, en Californie[54].
- 2016 : Shadow (5), d'après You are not here not even de Keanu Reeves, Blanton Museum of Art à Austin, au Texas[55].